# Młynek (Łódź)
Młynek (dawn. Jędrzejów-Młynek, osada młynarska Jędrzejów) – łódzkie nieurzędowe osiedle, położone w dzielnicy Górna, na obszarze SIM Dąbrowa, w sąsiedztwie ul. Śląskiej. Zachowała się ulica o nazwie Młynek.
Na terenie osiedla znajduje się park wraz ze stawem, stanowiącym pozostałość po młynie, na rzece Olechówce.

## Historia
Dawniej samodzielna (osada młynarska). Od 1867 w gminie Wiskitno. W okresie międzywojennym należał do powiatu łódzkiego w woj. łódzkim. W 1921 roku (jako osada młynarska Jędrzejów) liczył 51 mieszkańców. 1 września 1933 utworzono gromadę (sołectwo) Jędrzejów   w granicach gminy Wiskitno, składającą się ze wsi Jędrzejów i Jędrzejów Młynek oraz parceli Jędrzejów.
Podczas II wojny światowej włączone do III Rzeszy. Po wojnie Jędrzejów-Młynek powrócił na krótko do powiatu łódzkiego woj. łódzkim, lecz już 13 lutego 1946 włączono go do Łodzi.